# Окано Ісао
Ісао Окано (яп. 岡野 功; нар. 20 січня 1944) — японський дзюдоїст, олімпійський чемпіон 1964 року, чемпіон світу.

## Виступи на Олімпіадах
| Олімпіада  | Дисципліна | Місце |
| ---------- | ---------- | ----- |
| Токіо 1964 | до 80 кг   | 1     |